# Hyphessobrycon langeanii
Hyphessobrycon langeanii é uma espécie de peixe da família dos caracídeos e da ordem dos caraciformes. Os machos podem alcançar 5,9 cm de comprimento. A espécie tem 31-34 vértebras.
Vivem em áreas de clima tropical, na América do Sul, mais especificamente, no Brasil.